# ラブ・シンクロイド
『ラブ♥シンクロイド』は、柴田昌弘による日本の漫画作品。『少年ジェッツ』（白泉社）1981年10月号から1983年2月号、『月刊コミコミ』1983年6月号から1986年10月号に掲載された。単行本は白泉社ジェッツコミックスより全9巻、メディアファクトリーMF文庫より全5巻。
地球に帰還したシュンと惑星オーパのミュラは永遠の別れという形で本編は完結したが、その後、同人誌「復刻版 コミコミ」で後日譚「友アリ遠方ヨリ来タル」が掲載されてミュラや他の仲間がバウフェークにより8万光年を越えて柵原家を訪れる騒動が描かれ、文庫版の最終巻に収録された。

## あらすじ
主人公・柵原俊は、サッカーだけが取り柄のごく平凡な男子高校生。しかしそんなシュンに恋する少女が、8万光年の彼方にいた。女性だけの惑星オーパの天才科学者で、次元望遠鏡でたまたま俊を見つけた少女ミュラ・リブ。彼女はシュンを想う余り、シュンの精神とシンクロ（同期）可能なシュンそっくりの男性型アンドロイド「シンクロイド」を作ってしまう。しかし、思わぬトラブルから、シュンの意識はオーパの「シンクロイド」に移ったまま同調（シンクロ）が解けず、地球に戻れなくなる。
しかもオーパは女性だけの歪んだ社会を保つため市民を厳重に管理している統制国家で、男性に関する研究開発は極刑に処せられる重罪だった。男性型アンドロイドの製作が発覚したため、ミュラも治安局に追われる身となり、シュンの意識を地球へ戻すことが出来なくなっていた。逃亡先でシュンたちは、オーパの歪んだ社会の実態を見せ付けられ、レジスタンスとしてオーパ中央管理局と戦う決意をする。

## 主な登場人物

### レジスタンス
柵原俊（やなはら しゅん）
本作の主人公。神奈川県F市在住で、地元の「江南（こうなん）高校」に通う高校1年生。サッカー部のレギュラー。学業成績は中の下、サッカーだけが取り柄の短足チビ。女の子にはそれなりの興味を持つ、どこにでもいるような男子高校生。オーパに意識が飛んだ当初は、思わぬ事態に巻き込まれ不満もあらわだったが、覚悟を決めてレジスタンスに加わる決意をした後は男気を見せ、敵対する人間をも説得し仲間に引き入れ、リーダーシップを発揮していく。バウフェークがオーパの女性と融合して雌雄同体となり繁殖することを知り、彼らが滅んだ男性の遺伝子を宿す人工的に生み出された生命体ではないかとフェペリン博士に言い、ミュラたちに反論されるが、それはソニア＝リブの説と同じだった。クローンでも成長の過程で個々の人格になるだろうが、所詮は母親のコピーでしかないし、コピーで数だけ満たしても人類を救ったことにはならない。現状はつなぎの状態でしかなく、いつかは男性を復活させなければ真の意味で救われたことにはならないと語りフェペリン博士の心を打つ。
オーパにおける「シンクロイド」の体は、電子脳と人工骨格と筋肉で構成される有機アンドロイドで、人間以上の視覚や聴覚、通常の人間の約7倍のパワーと反射神経を持つ。正しく同期してシュンの意識が「シンクロイド体に移るとまともだが、同期が外れてシュンの意識が離れると単に女好きなだけで見境いのないエロロボットと化す。また、ボディは地球の身体と常に同期したままになってしまっているため、「シンクロイド」のボディに対する接触はもちろん、衝撃までが地球の身体にそのまま伝わり、「シンクロイド」の身体は平気でも地球の本体の肉体は感触を感じ取ったり負傷したりする。「シンクロイド」の破壊はシュンの死を意味する。「シンクロイド」の負傷も地球の身体に再現されるが、修復も再現される。そのため、「シンクロイド」が負傷した場合、速やかな修復で地球の身体を守る必要がある。
ミュラ＝リブ
本作のヒロイン。16歳、惑星オーパのローデリア市に暮らす特Aランク市民。特権階級ながらもエリート意識は欠片も持たない、健気で心優しい少女。シュンに想いを寄せ、交際するために「シンクロイド」を開発。頭も良いが、グロアとカーラの幼い息子ニコルとムキになって張り合うなど子供っぽい面もある。マザーが倒れた後、同調装置を「逆同調」させた後、装置を閉じて破壊して永遠の別れだと覚悟の上でシュンを家族や友人のいる地球に戻すのだった。
カペラ＝モー
ミュラの助手を務める黒い髪の少女で、Aランク市民。マザーとの戦いで惨殺された。
スピカ＝ルーシェ
ミュラの助手を務める褐色の肌の少女で、Aランク市民。マザーと切り離したつもりのコンピュータ「モーグ」をただのコンピュータにするための作業を実行中のミュラの盾となり、レーザーの蜂の巣にされて絶命した。
オーリン＝ライネクス
ローデリア市の地下最下層に住む老婆で、思想犯としてローデリアを追放された科学者。レジスタンスが何度も下層部から助け出そうとするが、「研究にはここが都合いい」と断り続けている。手酷い拷問を受けて昏倒していた所で、シュン達に味方することを決意したパイクとアビィに救出・解放され、マザーが倒された後、都市会議により新生オーパ初代大統領に選出された。
グロア
ローデリア市の地下ハーレム地区で活動しているレジスタンスのリーダー。息子ニコルを救うため、一般住民の家に押し入るも子供に刺殺されてしまう。
カーラ
ニコルのもう1人の母親。CRSが撃ち込んだカプセル弾の中の人食い細菌に体を犯されて絶命した。
ニコル
グロアとカーラの子で、その体にはオーパではあり得ないはずの「男の子」であることを始めとした、ライネクス博士の「研究成果」が詰まっている。
ソニア＝リブ
ミュラの母親。優秀な科学者。現実的に新しい人間は誕生しないオーパ人類の未来を憂い、バウフェーク研究の第一人者であるフェペリン博士と共同研究をし、バウフェークは男性のなれの果てゆえに融合・繁殖が可能だと気づくが、それを危険視する管理局に研究を察知されて一人で罪を被り分解刑に処された。その際、フェペリン博士を単なるオブザーバーとして助け、彼女に研究を託す。
マーキス＝フェペリン
ローデリア市外に住む特Aスペシャリストで、ミュラの母であるソニアの友人。バウフェーク研究の第一人者。
ルマ
フェペリン博士の助手を務める少女。実はスーパーリアル型（タイプ）の超高性能アンドロイドで、限りなく人間に近く完全な生殖器を有しており、理論上は妊娠・出産が可能である。フェペリン博士の研究成果によりテレポート能力を有する。重機動パトロール艇の分解砲を回避すべく地下階2層から直線距離で40kmはあるローデリア市外へと可能な移動距離限界を超えてテレポートしたため、理論的に不可能なジャンプで人工脳「NORA＝5500 シリアルナンバー：PN＝2777」はズタズタになり、体内の人工生体機能もバウフェーク出現で地上に戻る際のCRSが撃ち込んだカプセル弾に入れられていた嫌光性の細菌「LOM＝6625」に蝕まれて絶望と思われた。しかし、アンドロイドでも友人だと思うミュラはシュンと共に新しい人工脳を入手すべく首都ミュクロスにあるオーパ科学局の人工生体研究所（PICS）に潜入し、ルーナを失いながらもルマを救った。しかし、標本室より入手した実用タイプの1号機である人工脳「NORA＝5500 製造：オーパ歴2782 シリアルナンバー：PN＝0021」には中央管理局が葬り去ろうとした「空白の時代」「失われた時代」と呼ばれる時期の記録が入力されており、徐々に陽炎のように立ち昇りルマを苛むと同時に「ダイラス」での窮地を救う助けともなる。マザーの断末魔、作られた者同士に通い合った一種のテレパシーで4万年前に滅んだ先々史文明に対する復讐をオーパの現行人類に行ったことを知る。新しい脳を移植されて以降、幼児化したような言動が目立つようになり、言葉遣いも当初の大人びた丁寧口調から同年代の友人に対するくだけた物言いに変わった。シュンとはコンビネーションを発揮するアンドロイド同士ということもあり、彼に恋心を抱くようになる。
クラーズ
ローデリア市の地下ハーレム地区で活動している賞金稼ぎ集団「ブラスト＝ドラグーン（竜騎兵）」のリーダー。グロアによって顔に酷い火傷を負ったことから、グロアに強い恨みを持つ。シュンがオーパの現状を訴えても聞く耳を持たず、ただ殺し合いを楽しむばかりであり、シュンに共鳴したキムと決闘に至る。
キム＝リーマー
「ブラスト＝ドラグーン」随一のライダー。敵対するシュンが必死に自分たちを説得するのを聞いて、シュンに興味を持つ。彼に賛同して新たなリーダーとなり革命のために戦う。仲間と共にシュンやハーレム地区の住人の地上脱出を助け、囮となって壮絶な死を遂げる。
バック
とある経緯でシュンたちの「仲間」となったバウフェーク。喋れないが、人間の言語は理解できるらしく、特にカペラになつく。カペラを救うため、決死のテレポートを行い死を賭して愛する女性を守った。

### 中央管理局
アビイ＝グリス
ローデリア市の治安局の部長で、ミュラの母の友人。治安局長に昇進する間際、A級犯罪を犯したとしてソニアが摘発され、捜査に私情を挟んだことで昇進を取り消されたという過去がある。謹厳実直な性格でもあるため、「ダイラス」から帰還したパイクにオーパの秘密を聞かされ、中央管理局がオーパの人々を護っていたのではなく、徹底した欺瞞に陥れていた事実を理解すると、彼女と共に革命側に寝返る。
ルーナ＝ギイ
ローデリア市の治安局員で、ミュラの友人。治安局を裏切ってミュラたちの仲間になる。アンドロイドであるルマを友人と思い、彼女を救うために管理局に忍び込むも仲間を守って殺された。
パイク＝チャンパー
オーパ中央管理局の特務警察CRS隊長。右目をレンズ付の眼帯で覆っている。実は強化人間と呼ばれる戦闘用サイボーグ。冷徹な”軍人”でもあるが、それゆえに曲がったことを嫌う潔癖さも持っており、オーパの秘密を知った事でシュン達に義があると察すると、革命ゲリラ側に味方する。
マグナ＝スラビー
パイクが副隊長に降格された後、後任としてCRS隊長に就任した。
ボディアーマーの下は素肌が常のCRS構成要員としては珍しく、常にアンダーシャツを着ているのがトレードマーク。
現場叩き上げのパイクとは違って、管理局から直々に派遣されたエリート。故に着任当初から、パイクからは「ろくに実戦経験もない」と小馬鹿にされ、隊員たちからも「(自分たちの頭は)パイクじゃなきゃしまらない」と言われる始末で、実際ハーレム掃討作戦では、ほとんど存在を無視されていた。
とは言うものの、人望面を含め本人が無能であるわけではなく、彼女なりに職務に精励しており、ローデリア占拠後は持ち前の能力を活かして活躍していた。
強酸を封入したカプセルを撃ち出す指弾を得意としており、未改造ながら、戦闘能力においてはパイクに引けを取らない。
エリートであるが故、パイクやグリスが知らされていなかった「秘密」も事前に知らされており、それと知りつつも管理局に与する道を選んだ。そのため、管理局への敵愾心を露にしたパイクを、CRSの隊規に則り抹殺しようとするも、彼女の逆襲によって脇腹を引き裂かれた上、銃で頭を吹き飛ばされ絶命した。
ガゼル
CRS隊員で、マグナの部下。ベレー帽と右目の眼帯がトレードマーク。最新型の強化人間であり、パイクと違い、反射神経系の強化も為されている。
「ブラスト＝ドラグーン」の生き残りと偽り、モーグの陰ながらの助けもあり、革命側に潜入して暗躍した。
スピードとパワーを活かして、シュンとルマを敗死寸前にまで追い詰めるも、背後に突如出現したバックの奇襲によって、身体を真っ二つに引き裂かれて死亡した。
イルゼス＝シタブリア
オーパ中央評議会の評議長。事実上のオーパの最高指導者。オーパの謎を解く鍵を握る人物であるが、統治者であるにもかかわらず、人間を「下等な家畜」とみなす危険人物でもある。実はマザーに作られた初代シタブリアのクローンであり、身体機能の衰えに合わせて新たなクローンへと任務を交代することで代々君臨していた。マザーにより、超人的な体力・身体機能・頭脳を与えられ、アンドロイドのシュンやルマを赤子の手をひねるように倒すほどだったが、その精神はマザーによって思考と常識を完全にモニター制御された狂信者である。
マザー
超巨大バイオコンピューター。物語のラスボスにして諸悪の根源。中央管理局そのものとも言うべき存在で、オーパの先々史文明の遺産。自ら増殖する人工細胞ゆえに巨大化し、能力は無限に拡大する人工頭脳。そのため、造物主である先々史文明の人々に恐怖され、宇宙に捨てられてしまう。人間に裏切られた憎しみを抱えて宇宙を漂流し、空間物質や小惑星を捕らえてエネルギー変換して4万年後のオーパに帰還した。オーパでは裏切った造物主の先々史文明は滅びていたが、復讐として先史文明の男性を滅ぼす「大異変」を引き起こし、憎い人間から「繁殖」を奪いオーパという檻の中で飼育・捕食する「人喰いコンピュータ」と化した。物語終盤、シュンとルマを捕食したものの、シュンが持ち込んだカプセルから流出したレム＝コンドリアによって体中を食われた上、それによって痙攣をおこした隙にシュンに胃壁を引き裂かれ、自らの消化液で滅ぶ。その断末魔の叫びと復讐の経緯はルマに伝わった。

### その他
コリンモア女史
のぞき屋の老婆。ミュラの研究所に「シンクロイド」の姿を発見して通報したり、治安局に追われた「シンクロイド」を捕まえてセックスに及ぼうとしたところに意識が入り込んでしまったシュンをパニックに陥れるが、バウフェーク出現で邪魔されてしまう。

## 世界観・用語
シンクロイド
人間とシンクロしたアンドロイド。超次元鏡で一目惚れしたシュン（柵原俊）と交際すべく女性だけの惑星オーパの若き科学者ミュラが制作した男性型アンドロイドで、超次元鏡と結合した同調装置（シンクロナイザ）が組み込まれてシュンと同調した。しかし、調整もせずに助手のカペラとスピカがバカなことを教えたため、シンクロイドが暴走してしまう。「シンクロイド」をシュンに同調させただけでなく、シュンの方も意識と肉体を「シンクロイド」に同調させてしまったため、外科手術による装置の切断は不可能。最終的に研究所を取り戻したミュラの手で、シュンと「シンクロイド」を同一化させた同調装置の逆同調直後に閉じた回路の破壊によりシュンは解放された。
オーパの都市
オーパの地殻は流動性のマグマの上に乗った薄皮のような「流動地殻」であり、オーパの都市はマグマの「渦」の部分にある「島地盤（ネブ＝プレート）」の上に建設されている。それらの都市はゆっくり沈下しており、新しい都市は沈下スピードを計算した上で古い地層の上に建設されている。
各都市には巨大コンピュータが設置されており、市民はこれらを通して管理される。それらの巨大コンピュータは更に、中央管理局に存在するマザーコンピュータと繋がっている。
オーパの市民
オーパの市民は大きく2種類に分かれる。市民権を持って都市の地上部に暮らす一般市民と、市民権を持たず居住禁止区域である都市の地下部、通称ハーレム地区に住む地下住民である。
さらに地上の一般市民はランク分けされており、様々な分野における「スペシャリスト」は特権階級に位置づけられる。ランクの詳細は不明だが、民間人の最高ランクである特Aは、1つの都市に10人もいないエリート中のエリートである。他にA・B・Cなどがあると見られる。
中央管理局
オーパの統治機関。管理局そのものが都市機能を持ち、オーパの管理政府もここに属する。管理政府の顧問組織である中央評議会が事実上の統治組織であり、評議長はオーパの頂点に立つ存在と言える。記憶を消す「オメガ波」を各都市に流し政府に不都合な事実をなかった事にする「オメガ対策」の実施元。
オーパ人の遺伝子
かつてのオーパ人は地球人と同様に男女が揃っていたが、男性が滅亡の危機に瀕した際に遺伝子を改造され、現在の女性だけのオーパを保っている。旧オーパ人は地球人と同じ23対・46本・2n（２セット）の染色体を持っていたが、現オーパ人は23本、すなわち1nの染色体しか持っていない。女性同士の性的接触による分泌物で卵細胞が刺激され妊娠、細胞分裂が始まる仕組みになっている。男性がおらず精子と受精不可能なため、現オーパ人の卵細胞は卵母細胞から細胞分裂する際に減数分裂（遺伝子が半分に）がない。すなわち、娘は母親と全く同一の遺伝子を持つ、クローン体である。
バウフェーク
異次元から襲来していると言われる、詳細不明の巨人型生物。体長およそ2メートル超。テレポート能力を持ち、47年に一度大量出現する。中央管理局は「人間を食べる」としているが、腹部の中央が縦に開いて人間の女性と融合して雌雄同体となって繁殖する。融合しても女性には意識があるため、死ぬまでバウフェークの一部となって子供を出産・授乳をさせられ、発狂した方がまだマシなほどの残酷な生を強いられる事になる。被害を減らすことすら、オーパの科学技術をもってしても対抗手段はない。実は男性の滅亡が確実となった時、男性絶滅の原因が解明され、その対策が可能となる未来に望みを託して男性の遺伝子を後世に残して男性を蘇らせるための原形として生み出された生命体だった。異次元ではなくローデリアプレートの近くに接近するも地表に出ることの無い迷走浮遊地盤（プレート）「ダイラス」に生息しており、棲み処である「ダイラス」が地表に最接近する時しかテレポートで女性を狩ることが出来ないため、バウフェークの47年周期の襲撃は「ダイラス」の動きにより定められた。
レム＝コンドリア
有機化合物の廃棄物処理を目的として遺伝子工学が生み出した新生物。あらゆる生き物を捕食しようとする人食い生物としての本能を備えた有害生物でもある為、事故が続発して駆除対象となり、完全に処分されたと思われたが、地下深くに生存圏を確保していたため、作中、随所に現れては災厄を齎す。
シュンがオーパのために戦う決意をする切っ掛けとなった地下レジスタンスのグロアを恨む「ブラスト＝ドラグーン」の最初のボスのクラーズ、マザーと相対したシュンとあるように敵味方を問わず、利用して恨みを晴らしたり、活路を開いたりした。
イステリックス
世襲の「語り部」であり、歴史保存主義者。歴史の改竄に反発して後世に事実を伝えるべきだと考える人々だが、その存在は中央管理局から危険視されており、長きに渡る弾圧の歴史の中で数を減らし、記憶の伝承者達が次々と狩り殺されたことで、せっかくの歴史的知識も断片化を免れない状況に追い詰められている。
オグニス記念祭
オーパ第2の都市マイヤ・モーラを中心に開催される「新生オーパ建国祭」であり、オーパ最大にして最も華やかな祭典。オーパ最後の男性ラーマット＝オグニスが他界した日であり、その日、オーパの女性は本来の伴侶たるべき男性を失った。
ドラグマ催眠
脳波増幅器を介して相手の深層意識に語りかける一種のテレパシーであり、動物に対する効果も期待できる。スピカが科学局に侵入するための情報を職員から引き出すため、標本室のバウフェークを手なずけるために使用した。
ダイラス
迷走浮遊地盤（プレート）。沈下してマグマに呑み込まれるも特殊な岩盤組成ゆえに熱に耐え、破壊・吸収されることなく、巨大な地殻変動により流動地盤の海を流れ出し、ローデリアプレートの下の地下10mちかくまで接近するが、地表には辿り着くことはない。発見当初は「島地盤（ネブ＝プレート）」の1つと認識され、マグマにより消滅する運命だと考えられていたため、中央管理局は後世に残せぬ秘密・歴史改竄の証拠・非道な所業の数々を葬り去るための「ゴミ箱」とし、先史文明の遺跡・巨大神殿が彫り込まれたダイラスの地下大空洞にモニュメントとして秘密を封印し、消滅すると思った「ダイラス」の運命に従わせて完全に消し去るつもりだった。しかし、「ダイラス」が消滅しないことを知って管理局は慌てるが、どうにもならずに「ダイラス」の存在は極秘中の極秘とされた。
ポフォロム
ゼリーのような脆い肉体を持つ生命体で、バウフェークと同様に人類を救おうとする実験の末に生み出された。男女両方の肉体を改造することで繁殖力旺盛で種の保存の目的は果たしたが、精神的・肉体的に極端な劣化を招き、知能は低くゼリーのような肉体の醜悪な亜人と化した。1度に生まれる子供は5 - 7人で妊娠期間は5ヶ月、約2年で成体となる。バウフェークと共に「ダイラス」で生息している。

## 書誌情報

### 単行本
- 柴田昌弘 『ラブ♥シンクロイド』 白泉社 <ジェッツCOMICS>、全9巻
  1. 1982年7月13日発行[1]、ISBN 4592130022
  2. 1982年11月13日発行[2]、ISBN 4592130111
  3. 1983年7月13日発行[3]、ISBN 4592130235
  4. 1984年4月発行[4]、ISBN 4592130316
  5. 1984年12月15日発行[5]、ISBN 4592130405
  6. 1985年6月発行[6]、ISBN 4592130529
  7. 1985年12月発行[7]、ISBN 4592130693
  8. 1986年9月30日発行[8]、ISBN 4592135083
  9. 1986年10月30日発行[9]、ISBN 4592135091